# Fritsche Closener
Fritsche Closener oder Klosener (* um 1315 in Straßburg; † zwischen 1390 und 1396 ebenda) war ein Chronist und Lexikograf.

## Leben
Fritsche Closener entstammte wahrscheinlich einem Straßburger Patriziergeschlecht. Belegbar sind nur die Namen seiner Eltern, Greda und Sifrid, dieser war Bürger von Straßburg. Im Herbst 1349 und Frühjahr 1350 wurde Fritsche als Kaplan des Marienaltars im Straßburger Münster erwähnt. Am 14. Juli 1350 ging diese Pfründe an einen anderen Priester. Closener wird stattdessen eine Pfründe in der neuerrichteten Katharinenkapelle im Münster erhalten haben. Ab 1358 ist er als erster Pfründner am Hauptaltar dieser Kapelle nachzuweisen.
Seit 1366 wird er als Inhaber einer Pfründe am Chor des Münster bezeichnet. Er starb zwischen 1390 und 1396 an einem 26. Oktober.

## Werke
- Strassburgische Chronik

Kommentierte Neuausgaben:
- Closeners's Strassburgische Chronik, kommentiert von Adam Walther Strobel (= Bibliothek des literarischen Vereins in Stuttgart, Band I). Druck von J. Kreuzer, Stuttgart 1843 (Google Books).
- Chronik, ediert in Karl Hegel: Die Chroniken der oberrheinischen Städte. Straßburg. Erster Band. Leipzig 1870 (Nachdruck Göttingen 1961) (Die Chroniken der deutschen Städte Band 8), S. 1–151 (zweite Zählung).

- Die Vokabulare von Fritsche Closener und Jakob Twinger von Königshofen. Überlieferungsgeschichtliche Ausgabe. 3 Bände, herausgegeben von Klaus Kirchert zusammen mit Dorothea Klein. Tübingen 1995 (Texte und Textgeschichte Band 40–42), ISBN 3-484-36040-2.
- Directorium chori, eine Sammlung von Gebräuchen und Zeremonien am Straßburger Dom, erhalten als Autograph Closeners (Cod. 585 der Stiftsbibliothek Melk) und in einer Abschrift (Cod. 81 der Humanistenbibliothek in Schlettstadt).[8]